# Endogonales
Endogonales is een orde van lagere schimmels uit de onderklasse Mucoromycotina.

## Taxonomie
De volgende vier geslachten werden in 2007 tot de orde Endogonales gerekend:
- Endogone Link 1809
- Peridiospora  C. G. Wu & S. J. Lin 1997
- Sclerogone  Warcup 1990
- Youngiomyces  Y. J. Yao 1995[2]